# حاجی‌مراد حاجی‌اف
حاجی‌مراد حاجی‌اف (به ترکی آذربایجانی: Hacımurad Hacıyev؛ زادهٔ ۱۲ اکتبر ۲۰۰۰) یک کشتی‌گیر آزادکار اهل کشور جمهوری آذربایجان است.
از افتخارات وی می‌توان به کسب مدال برنز قهرمانی کشتی اروپا اشاره کرد.